# Antoine Pinay

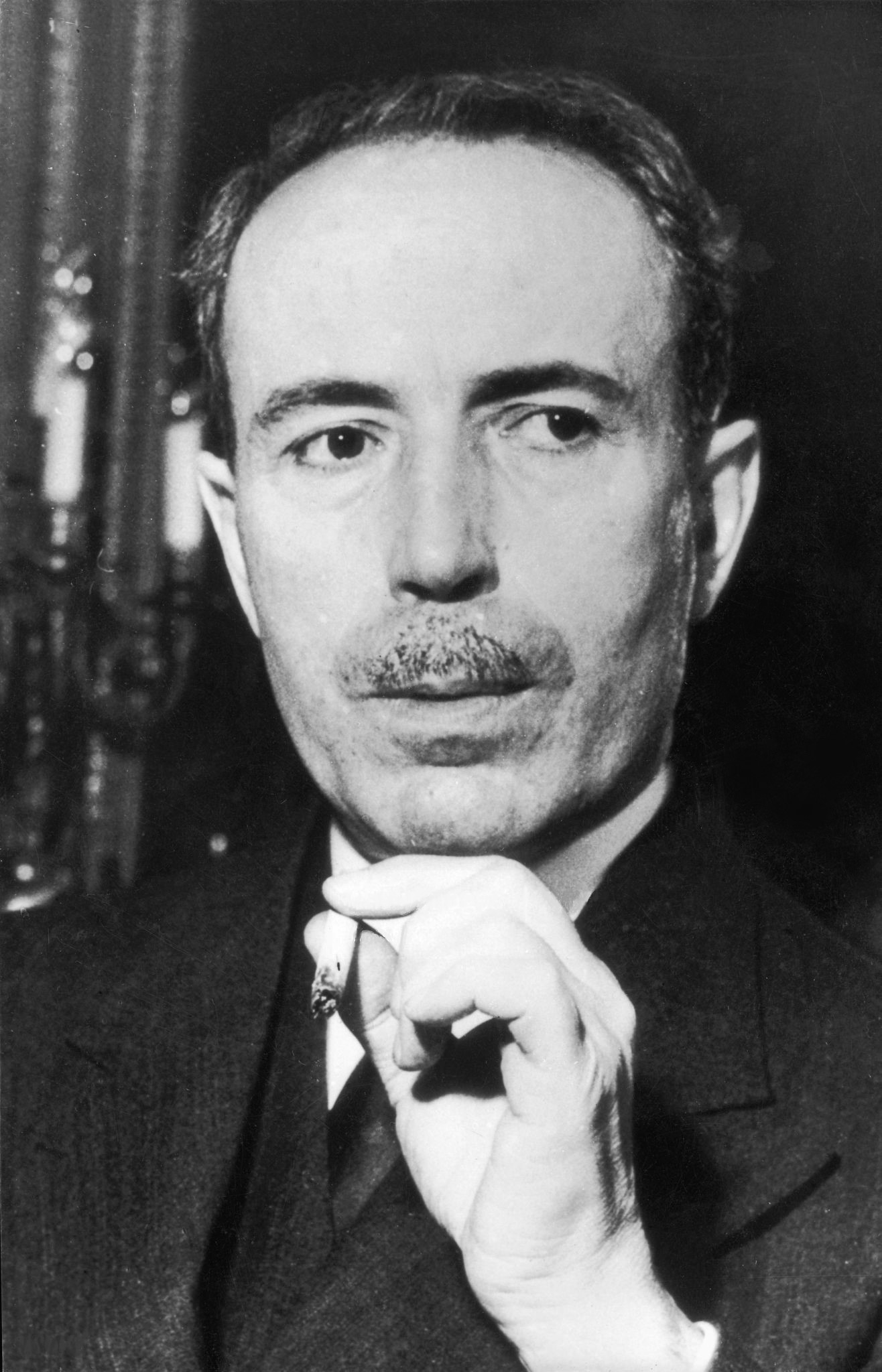
Antoine Pinay (1952)

Antoine Pinay (* 30. Dezember 1891 in Saint-Symphorien-sur-Coise, Rhône; † 13. Dezember 1994 in Saint-Chamond, Loire) war ein französischer Politiker (CNIP), von März 1952 bis Januar 1953 Ministerpräsident und von 1955 bis 1956 Außenminister von Frankreich.

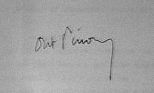
Unterschrift Antoine Pinays unter dem Österreichischen Staatsvertrag 1955

## Leben
Pinay, Sohn eines erfolgreichen Hutfabrikanten, absolvierte zunächst eine kaufmännische Ausbildung. Der Erste Weltkrieg kostete ihn die Funktionsfähigkeit eines Armes. Anschließend baute er aus der Gerberei der Familie Fouletier in Saint-Chamond ein erfolgreiches Unternehmen auf.

### Dritte Republik und Vichy
In Saint-Chamond, einer Kleinstadt bei Saint-Étienne, war Pinay von 1929 bis 1944 Bürgermeister. Zusätzlich wurde er 1936 fraktionsloser Abgeordneter des Départements Loire in der französischen Abgeordnetenkammer. Zwischen 1938 und 1940 war er Mitglied im Senat und fungierte dort als Repräsentant des konservativen Bürgertums und des gewerblichen Mittelstandes. Er stimmte im Juli 1940 der Machtübertragung an Marschall Philippe Pétain zu.
Obwohl Pinay die Kollaborationspolitik des Vichy-Regimes unter Pétain ablehnte, blieb er während der deutschen Besatzung in seinen Ämtern. Daher gehörte er nach der Befreiung Frankreichs zunächst zu den „Unwählbaren“. „Die allgemeine Anerkennung der Bevölkerung für seine Verdienste und die Tatsache, dass er deutsche Juden vor der Gestapo verborgen hat, erlauben ihm aber schon bald die Rückkehr in politische Ämter.“

### Vierte Republik
So wurde Pinay bereits 1945 in die konstituierende Nationalversammlung gewählt und gehörte ab 1946 auch der Nationalversammlung an, wo er sich der Fraktion der „Unabhängigen Republikaner“ (Républicains indépendants) anschloss. Von 1947 bis 1977 war er abermals Bürgermeister seiner Heimatstadt Saint-Chamond, die in diesen drei Jahrzehnten ihre Einwohnerzahl fast verdreifachte. Daneben war Pinay von 1949 bis 1979 Präsident des Generalrats des Département Loire. Bereits 1948 gehörte er als Staatssekretär für Wirtschaftsfragen der Regierung im 1. und 2. Kabinett Queuille an. Von Juli 1950 bis März 1952 war er Minister für öffentliche Arbeiten und Verkehr.
Das Jahr 1952 brachte Pinay selbst an die Regierung der Vierten Republik, von Februar bis zum 22. Dezember des Jahres war er Ministerpräsident und Finanzminister. Seine Regierung war eine Koalition von Pinays konservativ-liberalem Centre national des indépendants et paysans (CNIP), der linksliberalen Parti radical, des christdemokratischen Mouvement républicain populaire (MRP) und der UDSR. In dieser Funktion bekämpfte er die Inflation und stabilisierte die französische Wirtschaft. Die sogenannte Pinay-Anleihe, an den Goldkurs gebunden und steuerfrei, verschaffte dem Staat neue Finanzmittel. Pinays Regierung endete durch seinen Rücktritt aufgrund des Widerstandes gegen eine von ihm geplante Steuerreform.

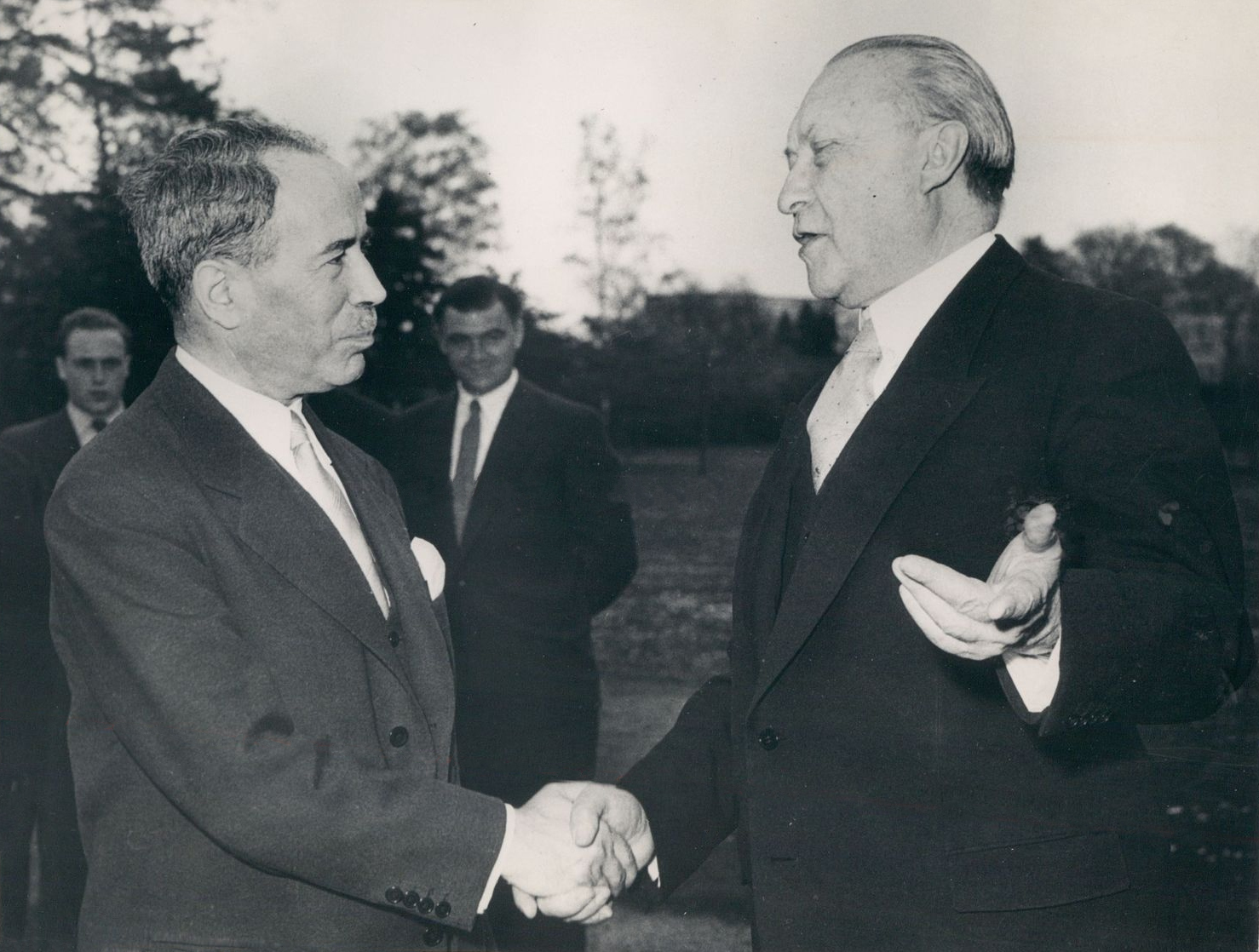
Pinay (links) mit Bundeskanzler Konrad Adenauer, 1955

1953 wurde er Parteivorsitzender des CNIP. Zusammen mit dem Anwalt und Geheimagenten Jean Violet, dem deutschen Bundeskanzler Konrad Adenauer und Franz Josef Strauß gründete Pinay 1952/53 die außen- und sicherheitspolitische Denkfabrik Le Cercle. Diese setzte sich für eine Aussöhnung zwischen Frankreich und (West-)Deutschland sowie eine Einbindung in das Atlantische Bündnis ein. Pinay nahm 1954 an der ersten Bilderberg-Konferenz teil. Nachdem er 1955 erfolglos versucht hatte, erneut eine Regierung zu bilden, wurde Pinay 1955–1956 Außenminister im zweiten Kabinett Faure. Als solcher nahm er an der Genfer Gipfelkonferenz teil und unterzeichnete den Österreichischen Staatsvertrag. Zudem war er mit der Marokko-Krise befasst, die mit der Entlassung des französischen und des spanischen Protektorats Marokko in die Unabhängigkeit endete.

### Fünfte Republik
Während der Staatskrise im Mai 1958 unterstützte Pinay eine Machtübertragung an Charles de Gaulle. Dieser wurde zum französischen Ministerpräsidenten ernannt und nach der Verfassungsänderung zum ersten Staatspräsidenten der Fünften Französischen Republik gewählt. Unter de Gaulle war Pinay 1958–1960 erster Wirtschafts- und Finanzminister und bemühte sich um die wirtschaftliche und finanzielle Sanierung Frankreichs. Im Jahre 1958 hatte er maßgeblichen Anteil an der Einführung des neuen Französischen Franc (Nouveau Franc, NF). Der spätere Staatspräsident Valéry Giscard d’Estaing diente als Staatssekretär in Pinays Ministerium. Als er jedoch eine Reform des Handelsrechts und die Verbesserung der Stellung der Gewerkschaften ablehnte, musste er im Januar 1960 zurücktreten.
Im Anschluss war er von 1960 bis 1985 Präsident der Lobbyorganisation Compagnie française pour la diffusion des techniques, ab 1962 zusätzlich Berater der Societé pour l’expansion industrielle français à l’étranger, von 1964 bis 1973 außerdem Präsident der Behörde für Regionale Wirtschaftsentwicklung in Rhône-Alpes.

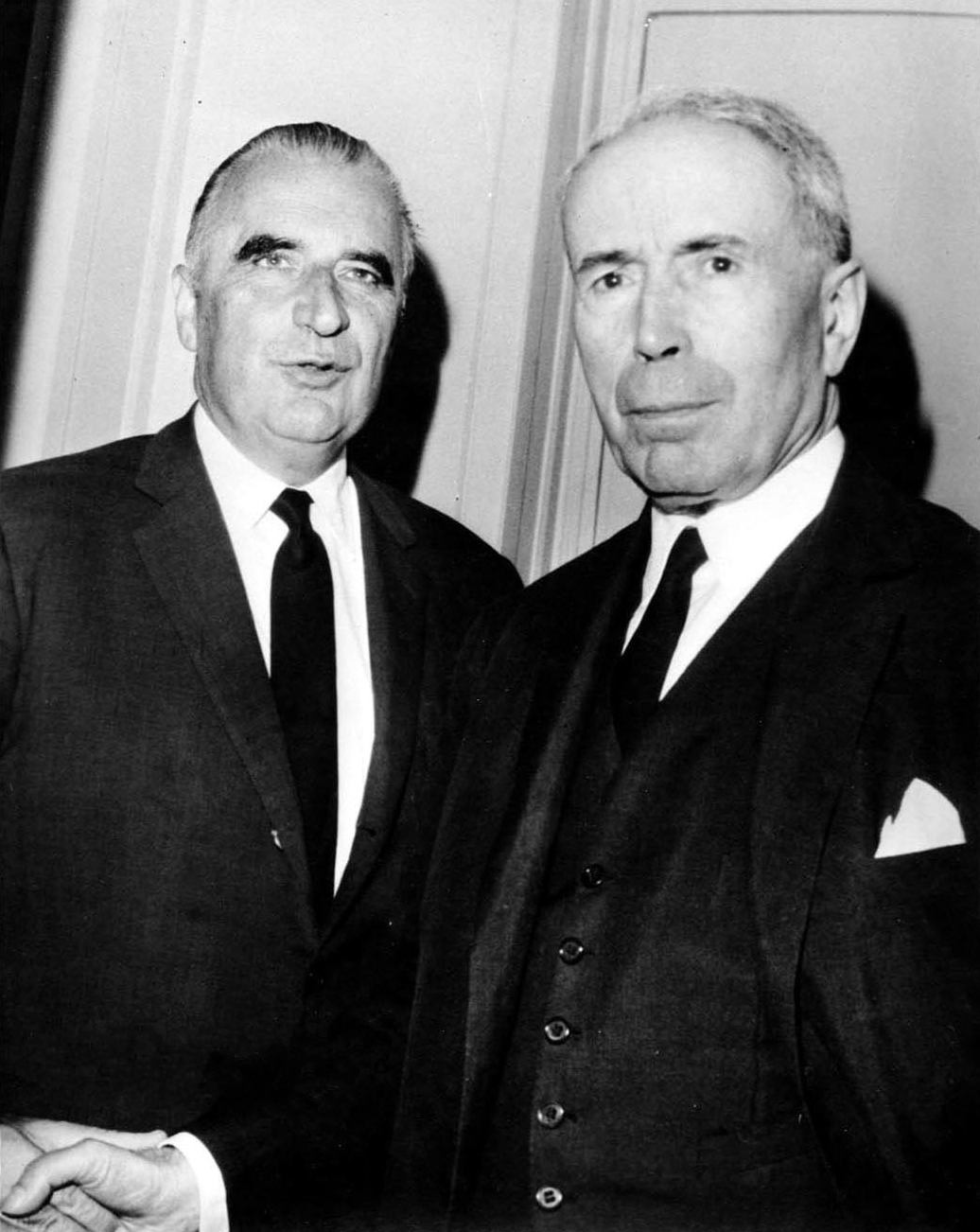
Pinay (rechts) und Staatspräsident Georges Pompidou, 1969

Pinay erwog bei der Präsidentschaftswahl 1965 als Kandidat der nicht-gaullistischen, d. h. wirtschaftsliberalen, pro-europäischen und pro-atlantischen, Mitte-rechts-Parteien gegen de Gaulle anzutreten. Er verzichtete jedoch darauf, weil er durch Berichte über eine Verwicklung in die sogenannten ballets roses erpressbar war. Pinay stand im Ruf, eine Vorliebe für sehr junge Frauen zu haben und es gab eine Ermittlungsakte wegen „unsittlicher Berührung einer Minderjährigen“ (das Volljährigkeitsalter lag damals bei 21 Jahren).
Nachdem Pinay 1969 die Präsidentschaftskandidatur des Gaullisten Georges Pompidou unterstützt hatte, wurde er 1973 für ein Jahr zum ersten französischen Vermittler (Médiateur de la République) zur Behebung der Spannungen zwischen Regierung, Parlament und Verwaltung ernannt. Auch sein einstiger Staatssekretär, Valéry Giscard d’Estaing, erhielt 1974 bei seiner Wahl zum Staatspräsidenten die Unterstützung Pinays. Als Pinay 1991 seinen 100. Geburtstag feierte, forderte er den Rücktritt des Präsidenten François Mitterrand und lobte den späteren Ministerpräsidenten Édouard Balladur.
Mit einem Alter von 102 Jahren war er der langlebigste Ministerpräsident Frankreichs.